# Indian Institute of Management Ahmedabad

Von Louis I. Kahn entworfener und 1974 fertiggestellter Gebäudeteil

Das Indian Institute of Management Ahmedabad (auch IIM Ahmedabad oder IIMA genannt) ist eine Wirtschaftshochschule in Ahmedabad, im indischen Bundesstaat Gujarat. Sie ist das zweitälteste Indian Institute of Management und gilt als eine der besten Business Schools in Indien und Asien. 
In ihrem weltweiten MBA-Ranking wies die Financial Times dem IIMA 2016 den 24. Platz zu. In der Kategorie Karrierefortschritt belegt das IIMA weltweit den ersten Platz vor Business Schools wie der Harvard Business School und der Stanford Graduate School of Business. Des Weiteren gilt das MBA-Programm (PGP) laut Bloomberg als das selektivste mit einer Annahmequote von 0,25 Prozent und einem durchschnittlichen GMAT Score von 770, was dem besten Perzentil aller Testteilnehmer entspricht. Neben dem PGP-Programm bietet das IIMA ein MBA-Programm für Executives (PGPx) an.  
Chairman der Universität ist Kumar Mangalam Birla, der mit einem geschätzten Vermögen von über 9,1 Milliarden US$, einer der reichsten Unternehmer Asiens ist.

## Geschichte
Das IIM Ahmedabad wurde 1961 als autonome Institution vom indischen Staat in Kooperation mit dem Bundesstaat Gujarat und der indischen Wirtschaft gegründet. Bei der Gründung der Hochschule war unter anderen der Wissenschaftler Vikram Sarabhai maßgeblich beteiligt.

## Bekannte Absolventen
- C. K. Prahalad (1941–2010), Wirtschaftswissenschaftler
- Raghuram Rajan (* 1963), indisch-amerikanischer Ökonom
- Ajay Singh Banga, Global President and Chief Executive Officer von MasterCard